# Manicouagan (film)
 (juin 2025).
Motif : Où est la notoriété ? WP ne devrait pas etre incluse dans les plans comm
- Archive Wikiwix
- Bing
- Cairn
- DuckDuckGo
- E. Universalis
- Gallica
- Google
- G. Books
- G. News
- G. Scholar
- Persée
- Qwant
- (zh) Baidu
- (ru) Yandex
- (wd) trouver des œuvres sur Wikidata

| 1. | Préciser le motif de la pose du bandeau. | Précisez le motif de la pose du bandeau en utilisant la syntaxe suivante : {{admissibilité à vérifier\|date=août 2025\|motif=remplacez ce texte par le motif}}                          |
| 2. | Informer les utilisateurs concernés.     | Pensez à avertir le créateur de l'article, par exemple, en insérant le code ci-dessous sur sa page de discussion : {{subst:avertissement admissibilité à vérifier\|Manicouagan (film)}} |

Pour les articles homonymes, voir Manicouagan.
Pour plus de détails, voir Fiche technique et Distribution.
Manicouagan est un documentaire québécois sorti en salles à l'été 2025. Il s'agit du cinquième film de Nadine Beaudet.

## Synopsis
Le film pose une réflexion sur le vaste territoire de la Manicouagan et sur l'attachement de la réalisatrice à celui-ci. Elle va à la rencontre d'habitants et de spécialistes familiers avec le lieu.

## Diffusion
Le film est présenté en première au Festival Cinoche de Baie-Comeau, dans le cadre duquel Nadine Beaudet était présidente d'honneur. Il a par la suite été présenté au festival CinéSEPT de Sept-Îles, aux Rendez-vous Québec Cinéma et au Festival du film pour l'environnement de Saint-Casimir,,. Outre ces diffusions en festivals, le film sort en salles le 6 juin 2025 au Québec dans diverses salles,.

## Réception
Le film obtient la cote de 4, pour «Bon», par l'agence de presse Médiafilm. Le critique de La Presse, Alexandre Vigneault, donne quant à lui une cote de 6/10. Quant à Jean-François Nadeau de Le Devoir, bien qu'il évoque un certain manque de «tonus» au niveau de la narration, souligne que le film va  «d’une heureuse découverte à une autre».

## Fiche technique
- Titre original : Manicouagan
- Réalisation : Nadine Beaudet
- Scénario : Nadine Beaudet
- Direction photo : Nadine Beaudet, Christian Mathieu Fournier
- Montage : Anne Gabrielle Lebrun Harpin
- Musique : Martin Lizotte
- Distribution : Spira
- Pays de production : Canada (Québec)
- Langue : Français
- Genre : Documentaire
- Durée : 102 minutes
- Date de sortie : 2024 (Festivals)

## Films similaires
- Pour la suite du monde